# 北恵那鉄道大井線
北恵那鉄道大井線（きたえなてつどうおおいせん）は、かつて岐阜県恵那郡大井町（現・恵那市）の新大井駅と大井ダム駅を結んでいた北恵那鉄道（現・北恵那交通）の鉄道路線である。

## 概要
元々は、大井ダム建設資材を運搬するための大同電力（関西電力の前身）の専用鉄道で、ダム完成後に観光路線としての活用を企図した北恵那鉄道が路線を譲り受け、旅客運輸営業路線としたものである。
当初は蒸気機関車での運行を考えていたが、合理化のため内燃動力とされ、日本車輌製造本店製の小型ガソリンカー（単端式気動車）2両のみで開業した。旅客車は最後までこの2両だけだった。
利用客として、恵那峡の観光客のほか、大井ダムの従業員、木曽川の対岸の笠置村（現・恵那市）、蛭川村（現・中津川市）の住民を見込んでいたが、元々通年の乗客を期待しがたい路線で不況下でもあり、一日あたりの利用者数が100人未満という不振が続いた結果、一般旅客営業は早期休止されて短命に終わっている。
なお線路自体は、大同電力に再び移管され、車両共々1940年（昭和15年）まで専用鉄道として運行された。その後ガソリンカーは宮崎交通に売却された。

### 路線データ（廃止時）
- 路線距離（営業キロ）：新大井駅 - 大井ダム駅間 4.3km
- 軌間：1067mm
- 駅数：3駅（起終点駅含む）
- 複線区間：なし（全線単線）
- 電化区間：なし（全線非電化）
- 閉塞方式：

## 歴史
- 1922年（大正11年）3月 大同電力専用鉄道として開通。大井ダム建設資材運搬のみ。
- 1928年（昭和3年）
  - 北恵那鉄道への譲渡が決定[2]。代償は2万円（当時）であった。
    - 竣工監査における鉄道省担当者の報告書には「沿線に人家がほとんどない」「観光客輸送を主目的とした路線であるが、冬期の利用需要などは到底期待できそうに思われない」という主旨の悲観的な記述があり、旅客営業開始前から前途が危惧されていたことがうかがえる。

  - 12月3日 北恵那鉄道大井線として、旅客営業開始[3]。
  - 12月 - 翌年10月1日 奥戸駅を大井ダム駅に改称[4]。
- 1929年（昭和4年）2月 金竜温泉駅開業。
- 1932年（昭和7年）9月 休止。
- 1934年（昭和9年）9月15日 廃止[5]となり大同電力に再移管され、専用鉄道に戻る。

## 駅一覧
新大井駅 - 金竜温泉駅 - 大井ダム駅
- 新大井駅は、国鉄中央本線大井駅（現・恵那駅）とは阿木川の対岸にあった。
- 金竜温泉駅は、現在の恵那ラヂウム温泉付近の温泉と推測される。
- 大井ダム駅（旧・奥戸駅）は、大井ダムの南にあったと推測される。

## 接続路線
- 新大井駅：国鉄中央本線・岩村電気軌道（大井駅、現・恵那駅）

## 廃線後の状況
阿木川支流である濁川沿いには大井線の掘割や橋梁の跡が残っており、2009年（平成21年）8月21日には大井線の歴史を説明する看板を岐阜県道401号恵那峡公園線恵那峡口交差点付近に設置している。